# 韦雷斯
韦雷斯（法語：Verrès），是意大利瓦莱达奥斯塔的一个市镇。总面积8.21平方公里，人口2782人，人口密度338.9人/平方公里（2009年）。ISTAT代码为007073。